# Palócleves
A palócleves a gulyásleveshez hasonló magyar étel, azonban könnyebb és savanykás ízű. Nevét a közhiedelemmel ellentétben nem a palócokról kapta.

## Története
A leves pontos keletkezése nem ismert, több legenda is létezik. Az egyik szerint a levest Gundel János készítette el egy megnyitó alkalmából és Mikszáth Kálmánról nevezte el, akit a „legnagyobb palócnak” hívtak. Magyar Elek Az ínyesmester szakácskönyve című munkájában azt írta, a levest egy vacsoraverseny bírái számára készítették, akiknek annyira ízlett, hogy kétszer is kértek belőle.
Más legenda szerint Gundel János a híres palóclevest Mikszáth születésnapjára tálalta fel 1892-ben. Az író különleges levest kért a vendéglőstől, azt kérte hogy olyan levessel lepje meg, amilyet még sosem evett és „amelyik magában foglalja a magyar konyha minden zamatát”.

## Elkészítése
A palócleves leggyakrabban marha-, sertés- vagy bárányhúsból készül (az eredeti recept szerint ürücombból vagy ürülapockából), ritkábban pulykából. A palócleves készítéséhez a legalkalmasabbak a pörkölthúsok: ilyen például a marhanyak vagy a marhalábszár, illetve a sertéscomb és a sertéslapocka. Korábbi receptek szerint a zöldségeket külön főzték meg. A leves általában tejfölös habarással készül, de szokták enélkül is tálalni; ilyenkor külön tesznek mellé tejfölt. Újabb receptek ecettel vagy citrommal savanyítják és kaprot is tesznek a levesbe.
Az apróra vágott hagymát megdinsztelik, majd megszórják pirospaprikával, és vízzel összeforralják. Kis kockákra vágott húst tesznek hozzá, és fűszernek babérlevelet, őrölt köményt, borsot, zúzott fokhagymát, sót. Félpuhára párolják. Hozzáadnak kockára vágott burgonyát, darabolt zöldbabot. Amikor minden megpuhult, lisztes tejföllel behabarják.